# 塙静夫
塙 静夫（はなわ しずお、1932年 - ）は、栃木県出身の元教員で、考古学者である。

## 経歴
1932年（昭和7年）、栃木県芳賀郡に生まれる。1955年（昭和32年）宇都宮大学学芸学部文学科を卒業後、作新学院高等学校で教職に就く。その間、下総国府跡をはじめとする栃木県内の多くの調査発掘に携わった。栃木県考古学会会長も務める。
2000年（平成12年）10月 栃木県文化功労者に選ばれた。

## 主な著書

### 単著
- 『下野国の古文文化』第一法規、1981年
- 『とちぎの地名』落合書店、1989年
- 『うつのみやの歴史再発見　日曜散歩』随想舎、1994年
- 『とちぎの社寺散歩』下野新聞社、2003年
- 『とちぎの古城を歩く』下野新聞社、2006年
- 『宇都宮歴史探訪』随想舎、2008年

### 共著
- 『栃木県の考古学』吉川弘文館、1972年
- 『栃木県の歴史』山川出版社、1974年